# Lothar Ullrich
Lothar Ullrich (* 31. März 1932 in Berlin-Karlshorst; † 16. April 2013 in Erfurt) war ein römisch-katholischer Geistlicher, Dogmatiker und Fundamentaltheologe.

## Leben
1951 legte Ullrich das Abitur an der Franz-Mehring-Schule in Berlin-Lichtenberg ab und studierte von 1951 bis 1956 Philosophie und Katholische Theologie in Fulda, Erfurt und Neuzelle. Am 19. Juni 1956 wurde er in Berlin-Reinickendorf von Weihbischof Tkotsch zum Priester geweiht. Es folgten Kaplansjahre in  Prenzlau/Uckermark. 1958 wurde Ullrich Wissenschaftlicher Assistent am Lehrstuhl für Dogmatik des Philosophisch-Theologischen Studiums in Erfurt. Ab 1962 war er Subregens und Dozent am Erzbischöflichen Priesterseminar in Huysburg b. Halberstadt und ab September 1965 Regens des Priesterseminars in Erfurt.
Lothar Ullrich war stets um die Ökumene bemüht. So gründete er 1966 zusammen mit Wolfgang Trilling und dem evangelischen Theologen Ulrich Kühn den Ökumenisch-Theologischen Arbeitskreis in der DDR und war später Mitglied des gesamtdeutschen Jaeger-Stählin-Kreises.
1967 wurde er aufgrund seiner Dissertationsschrift mit dem Titel Fragen der Schöpfungslehre nach Jakob von Metz O.P. Eine vergleichende Untersuchung von Sentenzenkommentaren aus der Dominikanerschule um 1300 an der Katholisch-Theologischen Fakultät der Johannes-Gutenberg-Universität Mainz zum Dr. theol. promoviert.
Nach Lehraufträgen in Erfurt wurde er 1970 Dozent und 1974 ordentlicher Professor für Dogmatik am Philosophisch-Theologischen Studium Erfurt. Hier fungierte er 1976/77, 1983/84 und 1988/89 als Rektor. Das Johann-Adam-Möhler-Institut Paderborn berief ihn 1981 in den Wissenschaftlichen Beirat. Als Berater wirkte er an der Ökumenischen Versammlung in der DDR mit. Er war Mitherausgeber der Zeitschriften Catholica und Ökumenische Rundschau.
Die Akademie für Katholische Theologie in Warschau (jetzt Kardinal-Stefan-Wyszyński-Universität Warschau) verlieh ihm 1989 „in Würdigung der Verdienste um die theologische Wissenschaft, den Ökumenismus, die Priesterausbildung in der DDR und die Zusammenarbeit von Theologen aus beiden deutschen Staaten und Polen“ die Ehrendoktorwürde. In der Zeit von 1992 bis 1996 war Lothar Ullrich Fachberater der Deutschen Forschungsgemeinschaft.
1997 wurde er anlässlich seines 65. Geburtstages mit einer Festschrift geehrt.
Ullrich wurde am 1. September 2000 emeritiert und lehrte von 2001 bis 2004 als außerordentlicher Professor für Dogmatik und Fundamentaltheologie an der Theologischen Fakultät der Schlesischen Universität in Katowice.

## Schriften (Auswahl)
- Fragen der Schöpfungslehre nach Jakob von Metz O.P. Eine vergleichende Untersuchung von Sentenzenkommentaren aus der Dominikanerschule um 1300 (= Erfurter Theologische Studien, 20). St. Benno, Leipzig 1966.
- (als Hrsg.) Gesammelte Aufsätze zur Theologie des Presbyterats (= Pastoral-Katechetische Hefte, Heft 44). St. Benno, Leipzig 1971.
  - (hierin:) Fünfzehn Thesen zum Selbstverständnis des Presbyterates heute. S. 13–58.
- Diasporakirche gestern und morgen. Versuch einer theologischen Sinnerhellung der Kirche in der Minderheit. In: Wilhelm Ernst, Konrad Feiereis (Hrsg.): Einheit in Vielfalt. Festgabe für Hugo Aufderbeck (= Erfurter Theologische Studien, 32). St. Benno, Leipzig 1974, S. 221–241.
- (als Hrsg.) Das Amt des Diakons (= Pastoral-Katechetische Hefte, Heft 56). St. Benno, Leipzig 1977.
- Ökumene im Bereich der Ortsgemeinde. In: Wilhelm Ernst, Konrad Feiereis, F. Hoffmann (Hrsg.): Dienst der Vermittlung. FS zum 25-jährigen Bestehen des Phil.-Theol. Studiums im Priesterseminar Erfurt (= Erfurter Theologische Studien, 37). St. Benno, Leipzig 1977, S. 553–597.
- Jesus Christus – Auslegung Gottes und Modell des Menschseins. Probleme und Thesen der Christologie in der katholischen Dogmatik. In: Hubert Kirchner (Hrsg.): Die Frage nach Jesus Christus im ökumenischen Kontext. Berlin 1980, S. 28–60.
- (als Hrsg. mit H. Rupprecht) Unio Apostolica. Hilfe für den Dienst und das Leben des Presbyteriums. Berlin/Erfurt 1983 (masch.).
- Diaspora und Ökumene in dogmatischer (systematischer) Sicht. In: Catholica 38 (1984), S. 31–65.
- Heilsgewißheit. Ein Grundthema lutherischer Theologie in katholischer Sicht. In: Theologisches Jahrbuch 1985, S. 381–401.
- (als Hrsg.) Kirche in nichtchristlicher Welt. Vier Vorträge von der Erfurter Theologischen Woche 1984 (= Erfurter Theologische Schriften 15). St. Benno, Leipzig 1986.
- Die ekklesiologische Provokation ökumenischer Erneuerung. In: Ökumenische Rundschau 36 (1987), S. 157–183.
- (als Hrsg. mit Theodor Schneider) Vorsehung und Handeln Gottes (= Erfurter Theologische Schriften 16). St. Benno, Leipzig 1988; (auch als Quaestiones Disputatae 115). Herder, Freiburg Br. 1988.
- (als Hrsg. mit Ulrich Kühn) Die Lehrverurteilungen des 16. Jahrhunderts im ökumenischen Gespräch. Gemeinsame Stellungnahme und Beiträge zu einer Studie des Ökumenischen Arbeitskreises evangelischer und katholischer Theologen in der Bundesrepublik Deutschland. Leipzig 1992.
  - (darin:) Zur Rechtfertigung. Hermeneutische Vorfragen und vier Problemfelder, S. 75–91; Zu Eucharistie/Abendmahl. Die dreifache Lehrgestalt des gemeinsamen Glaubens an die wirkliche Gegenwart Jesu Christi im Abendmahl, S. 92–96.
- „Allen Europäern beharrlich das Evangelium verkünden“. Europa und die Kirchen – aus katholischer Sicht. In: Una Sancta 47 (1992), S. 291–305.
- Genesis und Schwerpunkte des Katholisch-Lutherischen Dialogdokumentes „Kirche und Rechtfertigung“. In: Catholica 50 (1996), S. 1–22.
- Praxis und Prinzipien einer ökumenischen Hermeneutik. Dargestellt an der „Gemeinsamen Erklärung zur Rechtfertigungslehre“. In: Bertram Stubenrauch (Hrsg.): Dem Ursprung Zukunft geben. Glaubenserkenntnis in ökumenischer Verantwortung (FS für Wolfgang Beinert). Freiburg 1998, S. 185–224.
- Die Gemeinsame Erklärung zur Rechtfertigungslehre. Bedeutung und Rezeption aus katholischer Perspektive. In: Una Sancta 53 (1998), S. 353–368.
- Differenzierter Konsens und Komplementarität. Mögliche Wege zur Einheit in Verschiedenheit. In: Harald Wagner (Hrsg.): Einheit – aber wie? Zur Tragfähigkeit der ökumenischen Formel vom „differenzierten Konsens“ (= Quaestiones Disputatae 184). Herder, Freiburg 2000.